# ستيف بيساني
ستيف بيساني (بالإنجليزية: Steve Pisani)‏ هو لاعب كرة قدم مالطي في مركز نصف الجناح، ولد في 7 أغسطس 1992 في سان جوان ‏ في مالطا. لعب مع نادي هيبرنيانز.

## وصلات خارجية
- ستيف بيساني على موقع الاتحاد الدولي (مؤرشف)  (الإنجليزية)
- ستيف بيساني على موقع الاتحاد الأوربي (الإنجليزية)
- ستيف بيساني على موقع قاعدة بيانات كرة القدم.إي يو (الإنجليزية)
- ستيف بيساني على موقع ناشيونال فوتبول تيمز (الإنجليزية)
- ستيف بيساني على موقع Soccerway.com (الإنجليزية)
- ستيف بيساني على موقع عالم كرة القدم.نت (الإنجليزية)